# Antocha perobtusa
Antocha perobtusa är en tvåvingeart som beskrevs av Alexander 1971. Antocha perobtusa ingår i släktet Antocha och familjen småharkrankar. Inga underarter finns listade i Catalogue of Life.